# Transports à Wallis-et-Futuna

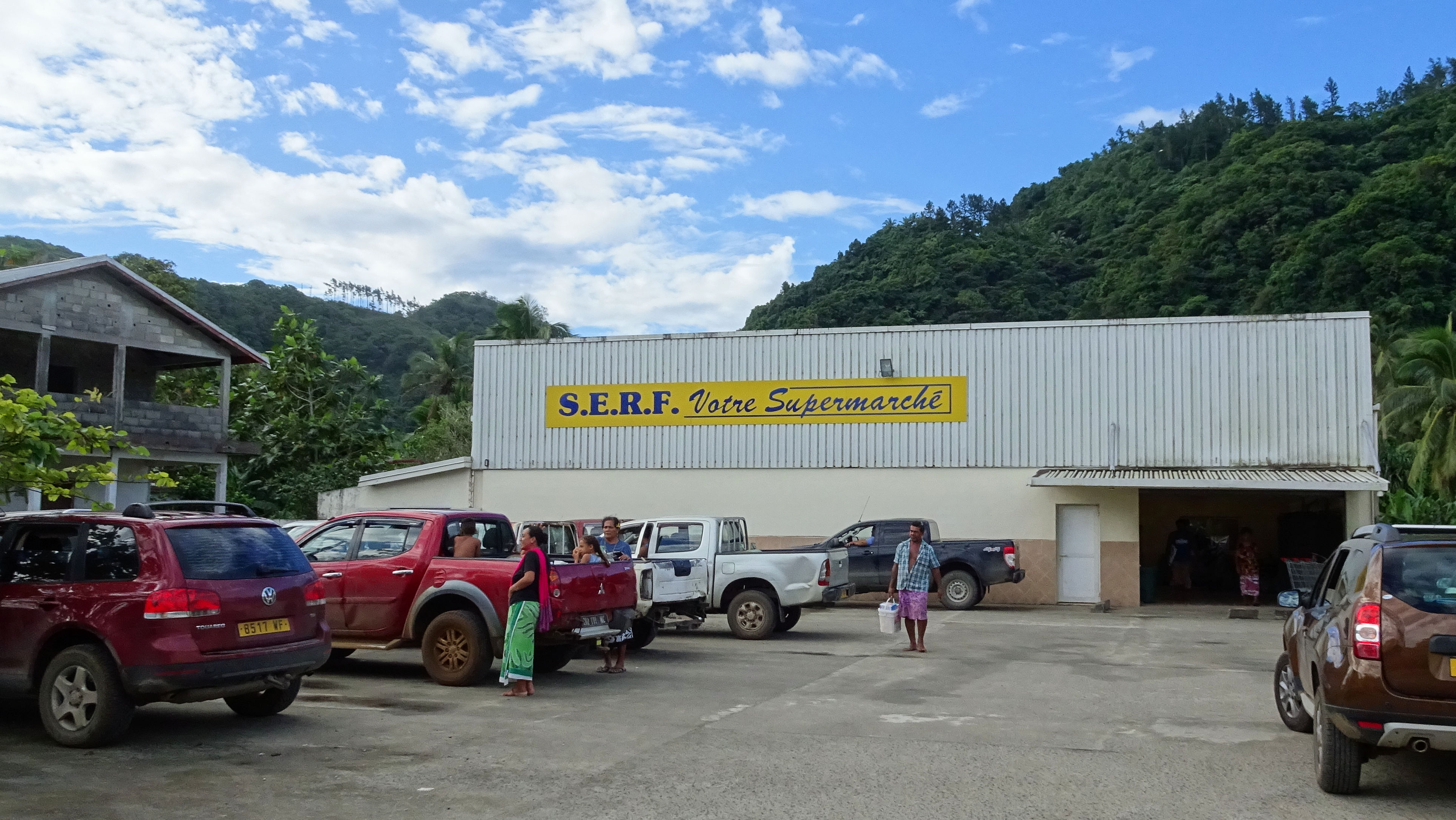
Des pick-ups garés devant un supermarché à Futuna en 2017. La voiture est le principal mode de transport à Wallis-et-Futuna depuis les années 2000.

Les transports à Wallis-et-Futuna regroupent l'ensemble des moyens de locomotion et de déplacement utilisés par les habitants de la collectivité d'outre-mer française de Wallis-et-Futuna, ainsi que des personnes se rendant dans ces îles. Au cours de l'histoire de ces deux îles, les moyens de transport utilisé ont beaucoup changé : le cheval, arrivé en 1844, s'impose comme moyen de locomotion avant d'être détrôné dans les années 1980 par les scooters puis les voitures, celles-ci devenant de plus en plus nombreuses dans les années 2000. Les pêcheurs utilisent des pirogues à balancier jusqu'à la fin du XXe siècle, qui sont remplacées par des bateaux à moteur. L'avion fait son apparition avec la Seconde Guerre mondiale et une desserte aérienne inter-îles est mise en place dans les années 1970 entre l'aéroport de Wallis-Hihifo et l'aérodrome de Futuna pointe Vele.

## Transports intérieurs

### Premières routes et chemins

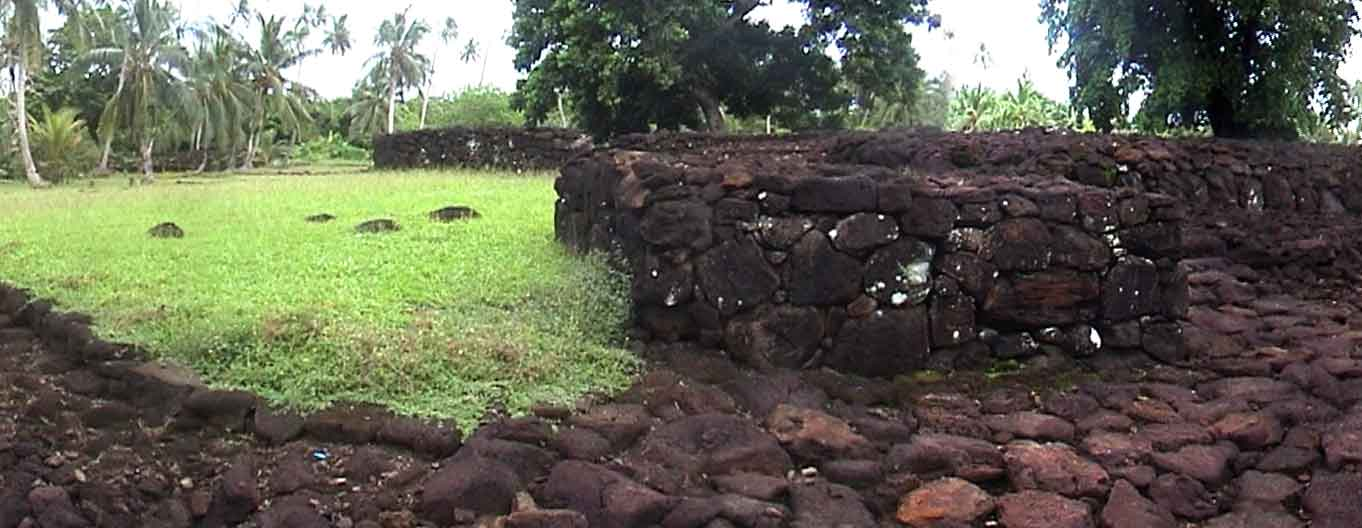
Restes d'un fort tongien à Talietumu, dans le sud de Wallis.

Avant l'arrivée des occidentaux à Wallis et à Futuna, la population se déplace exclusivement à pied.Les habitants sont regroupés dans des petits villages isolés les uns des autres et situés en bord de mer. Ils vivent de la pêche et de la cueillette.
De l'an 1000 à 1400 environ, pendant la période dite Atuvalu, la population wallisienne se sédentarise et se livre à l'agriculture, notamment la culture du taro. À partir de 1400, des Tongiens s'installent à Wallis et imposent peu à peu leur autorité. C'est notamment le cas du Tu'i Tonga Ga'asialili. Les Tongiens construisent de nombreux forts dans le district de Mu'a pour asseoir leur autorité, comme celui de Talietumu. Ils cherchent à se protéger des chefferies indépendantes du nord, à Hihifo. Les Tongiens font construire un grand réseau de routes pour relier toutes ces places défensives, signe d'une volonté de contrôler étroitement le territoire. Cela signifie également qu'ils sont capables de mobiliser la population wallisienne pour réaliser ces travaux, preuve de leur pouvoir politique.

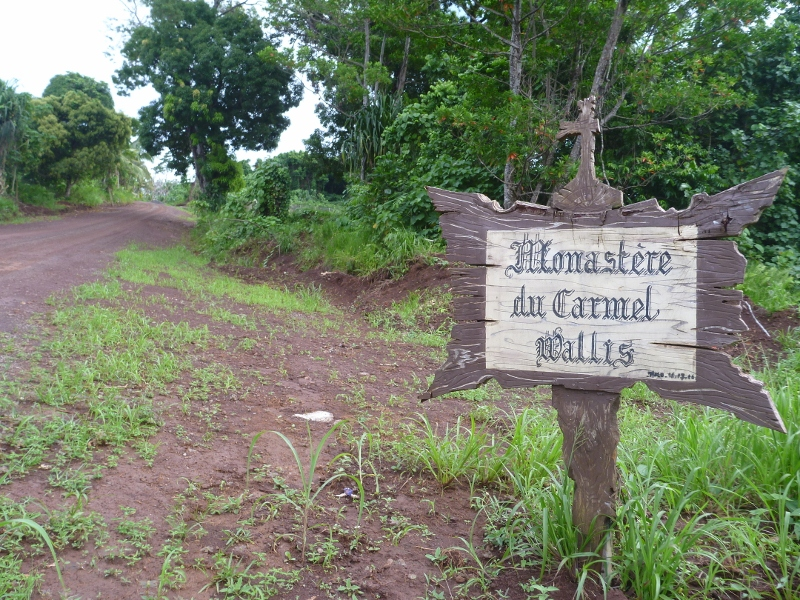
Route en terre menant au monastère du Carmel à Wallis.

À Futuna, la pression tongienne pousse les habitants à quitter le bord de mer pour se réfugier dans les montagnes du centre de l'île. C'est le temps de la « terre ocre » (Kele Mea), qui s'étale sur un millier d'années, de 700 à 1700. Futuna est alors morcelée en de multiples groupes rivaux qui s'affrontent régulièrement, et qui s'abritent dans des forts : trente-cinq places fortifiées ont été recensées par les archéologues Bernard Vienne et Daniel Frimigacci. La période suivante de l'histoire futunienne est celle de la « terre brune », (Kele Kula), en référence à la terre brune des tarodières : les habitants quittent les montagnes pour s'installer de nouveau en bord de mer et cultiver le taro, et les différentes chefferies rivales finissent par fusionner et former les deux royaumes coutumiers d'Alo et de Sigave. C'est également le cas sur l'île voisine d'Alofi, séparée de Futuna par un chenal de 1,8 km, appelé Vasa en futunien, que les habitants franchissent en pirogue. Les Futuniens se rendent régulièrement à pied dans leurs plantations.
L'arrivée des missionnaires catholiques en 1837 change la donne : la population est christianisée en quelques années, et les missionnaires mettent fin aux rivalités entre chefferies et participent à l'imposition d'une seule autorité à Wallis, tandis qu'à Futuna, ils figent la division de l'île entre le royaume d'Alo et de Sigave. Le Protectorat de Wallis-et-Futuna, instauré en 1888, entraîne la création de quelques routes à Wallis pour relier les principaux lieux de pouvoir (administration, palais royal d'Uvea...). Certains espaces, comme la forêt qui entoure le lac Lalolalo, sont considérés comme sacrés. Un chemin, dénommé kele tapu (« chemin tabou »), délimité par des murets de pierre et dont certains vestiges subsistent encore à la fin du XXe siècle, a été tracé pour marquer cette zone et vérifier que les terres des familles habitant aux alentours n'y empiètent pas. L'entretien de ce chemin faisait partie des travaux collectifs imposés aux villageois et était effectué à tour de rôle par les habitants des trois districts de Wallis.

### Le temps du cheval (1844 - années 1980)
Le premier cheval est apportés par les missionnaires français à Wallis, en 1844. Le cheval devient rapidement un moyen de locomotion utilisé par la population pour se déplacer, jusque dans les années 1970. Des courses de chevaux sont organisées en bord de mer le 14 juillet pour la fête nationale française. On compte alors près de mille chevaux à Wallis. Leur nombre diminue rapidement avec l'introduction des véhicules à moteur : en 1987, on en compte 75 à Wallis et un seul à Futuna, délaissés par la population et mal entretenus.

### Voitures et deux-roues motorisés

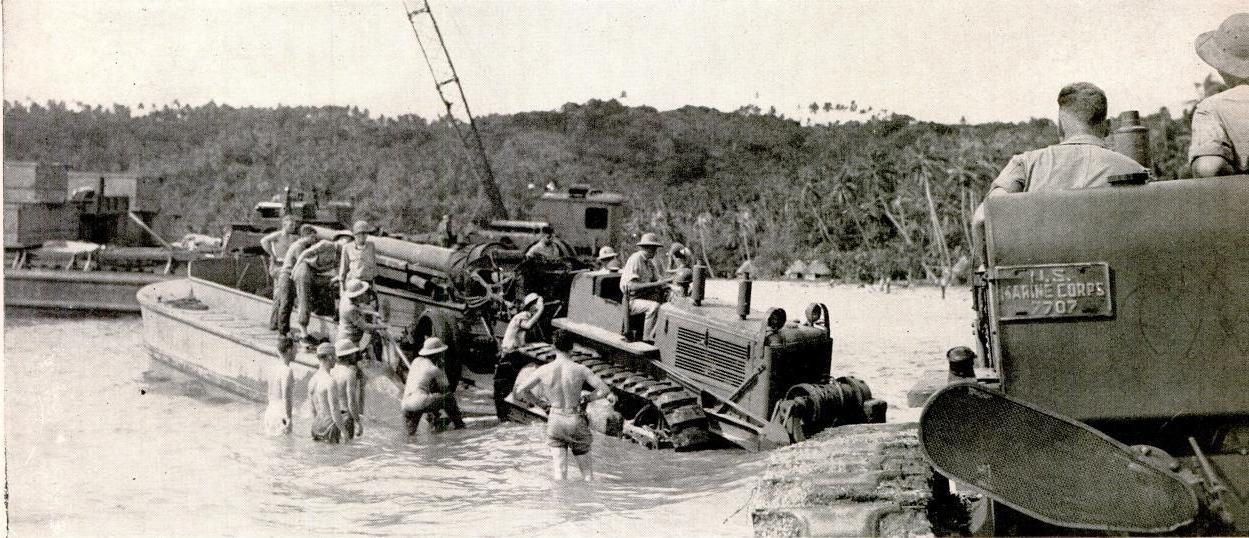
L'armée américaine débarque un canon de 155mm dans la baie de Gahi à Wallis en 1942. Cette photo (...) donne une idée visuelle du choc provoqué dans la population wallisienne par le débarquement d’engins et de matériel inconnus avant la guerre.

Les véhicules motorisés arrivent progressivement à Wallis et Futuna : la première voiture est importée en 1928 à Wallis. C'est une camionnette Ford, offerte par l'évêque Joseph Blanc aux séminaristes pour les travaux des champs. En 1942, lorsque l'armée américaine débarque à Wallis, cette camionnette est devenue une « épave » irréparable.
Pendant la Seconde Guerre mondiale, l'armée américaine fait arriver la civilisation technologique à Wallis, avec de très nombreux véhicules et engins motorisés complètement inconnus des Wallisiens : voitures, camions, bulldozers, canons, tanks, avions, etc. Les Américains construisent de nombreuses infrastructures sur l'île, qu'ils relient par des routes. L'une d'elles traverse une forêt considérée comme sacrée pour les Wallisiens, le vao tapu autour du lac Lalolalo. En 1944, l'armée américaine repart avec la majorité de son matériel.
Dans les années 1970, « il y avait quatre ou cinq voitures sur l'île : celle du préfet, des religieux et du sénateur ». Les quelques routes empruntables par des véhicules motorisés relient les principales institutions de l'île (administration, palais royal, etc). Les villages sont reliés entre eux par de petits chemins que l'on parcourt à pied.

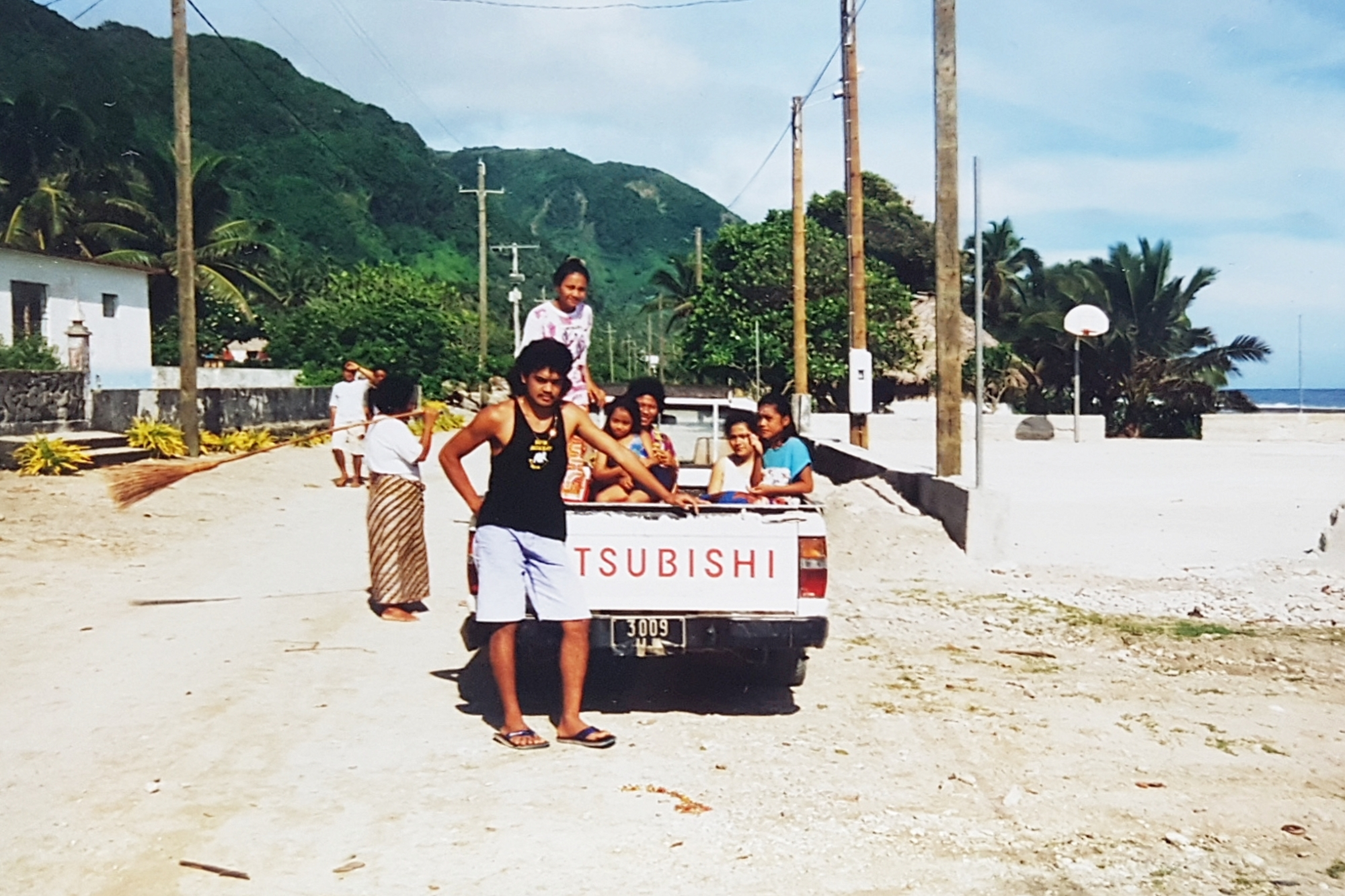
Une famille à Poi (Futuna) à l'arrière d'un pick-up Mitsubishi en 1994.

Dans la décennie 1975-1985, le nombre de voitures importées augmente fortement : la population s'équipe de plus en plus de ces véhicules. La voiture est également un marqueur de réussite sociale : il faut s'endetter pour pouvoir en acheter une ; le mode de vie occidental et ses biens de consommation est adopté par une partie de la population, notamment celle qui a émigré en Nouvelle-Calédonie.

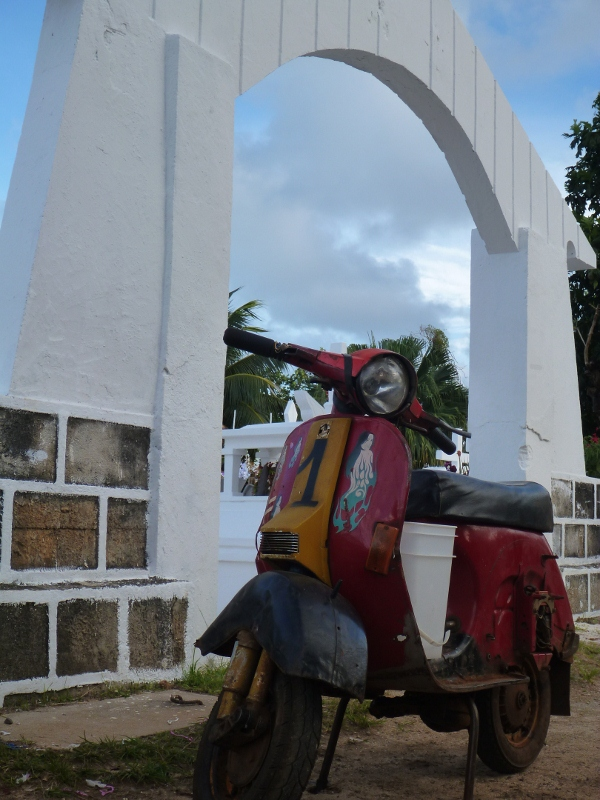
Un scooter à Wallis en 2012.

Avant que la voiture ne s'impose, les deux roues à moteur remplacent progressivement le cheval : les scooters vespa, arrivés à Wallis-et-Futuna dans les années 1980, permettent d'« embarquer des régimes de bananes et des sacs de cocos » et sont adaptés aux petits chemins. Dans les années 2020, les scooters sont surtout utilisés par les jeunes.

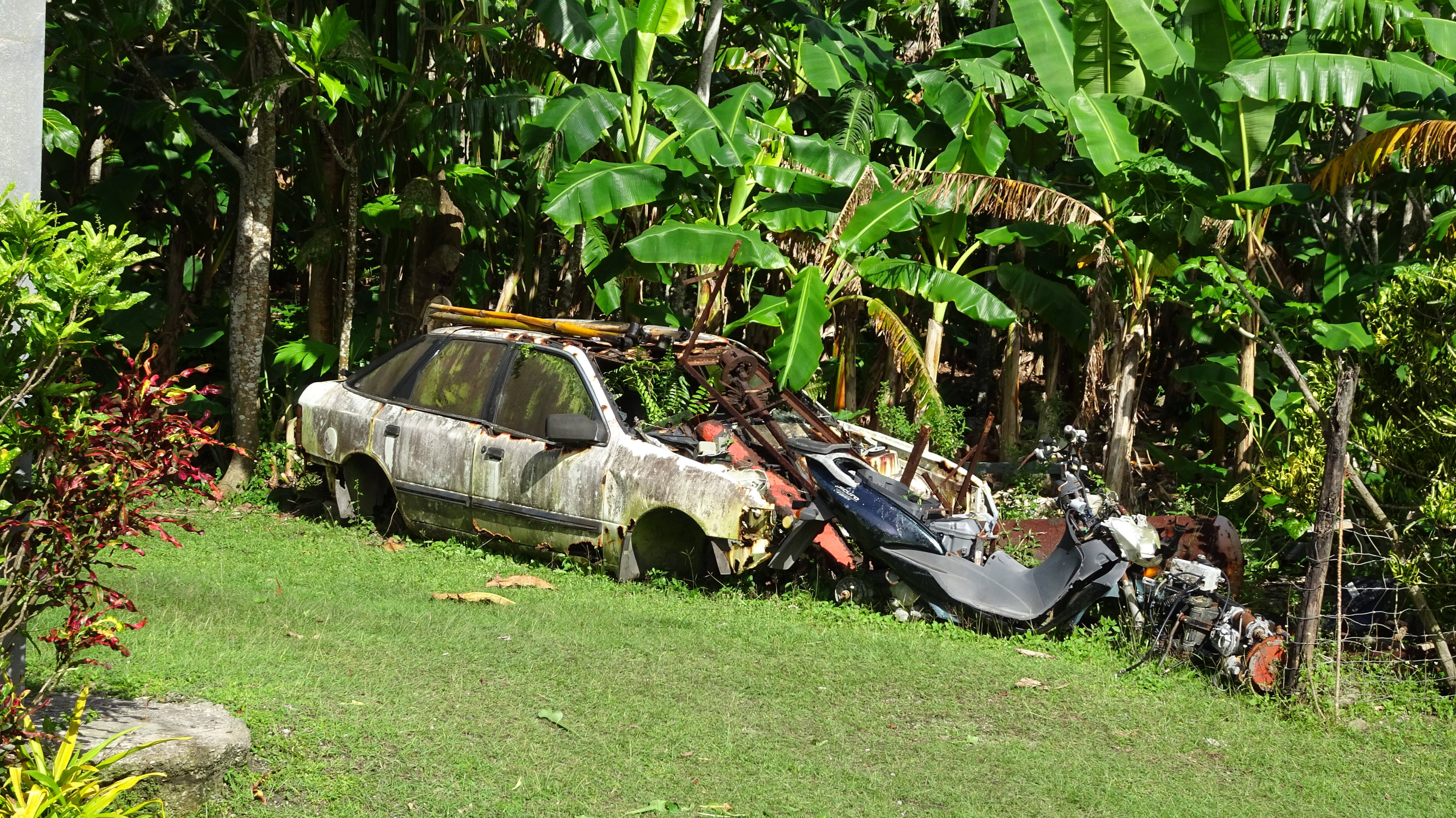
Carcasse de voiture abandonnée au nord de Futuna, 2017.

Dans les années 2000, les pick-up se généralisent dans les deux îles : ils permettent de circuler sur les routes comme sur les chemins, et de transporter des charges lourdes (outils, récoltes, cochons, etc.). En 2022, Wallis-et-Futuna compte sept concessionnaires automobiles, pour une population d'environ 11 000 habitants. Le nombre élevé de véhicules provoque des déchets et de la pollution : à Wallis, les carcasses des voitures abandonnées ne sont pas traitées ni exportées, mais sont rassemblées dans une décharge publique.

### Réseau routier

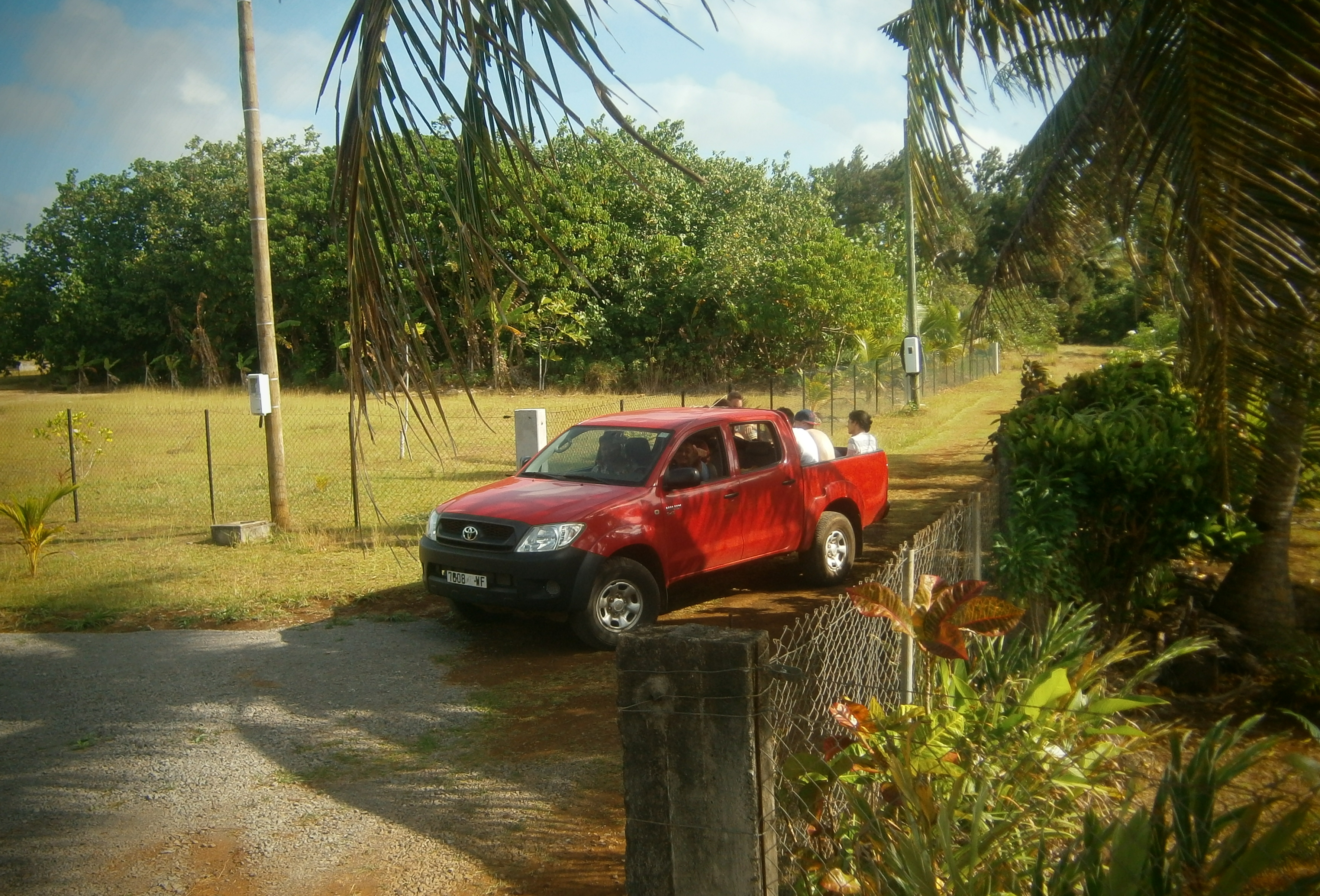
Un pick-up Toyota sur une route à Wallis.

La première route à Wallis est tracée par l'armée américaine durant la Seconde Guerre mondiale : d'une largeur de douze mètres, elle traverse l'intérieur de l'île. Après le passage au statut de territoire d'outre-mer en 1961, Wallis-et-Futuna bénéficie de nombreux investissements menés par l’État français. « 86,2 km de voies territoriales et 24 km de routes secondaires » sont améliorées ; une route traversant Futuna est créée. Les routes sont d'abord faites de cailloux, avant d'être bitumées dans les années 1980 (la première route goudronnée est celle reliant l'aéroport de Hihifo à Mata Utu). De 1985 à 1988 est construite une route qui fait le tour de Futuna.
Le réseau routier de Wallis est constitué de 65 routes territoriales (80 km au total), dont trois principales. La RT1 fait le tour de l'île du nord au sud et passe par toutes les communes de l'île, la RT2 part du village de Alele, dessert l'aéroport de Hihifo puis traverse le centre de l'île jusqu'à Fineveke, près de Mala'etoli. La RT3 part de Mata Utu et traverse l'île d'est en ouest jusqu'à rejoindre la RT1 avant Ahoa. Viennent ensuite les routes de district, puis les routes de village.
Une route territoriale, la RT1, fait le tour de Futuna, et dessert les différents villages. En février 2018, l'île a été équipée de panneaux de signalisation, quasi inexistants jusque-là.
La plupart des routes sont bitumées, mais certaines (notamment une portion de la RT1 à l'ouest de Wallis) n'ont pas de revêtement. Les routes territoriales et de district sont entretenues par les Travaux Publics locaux et leur financement est assuré par l'Assemblée territoriale de Wallis-et-Futuna, via les dotations de l’État français.

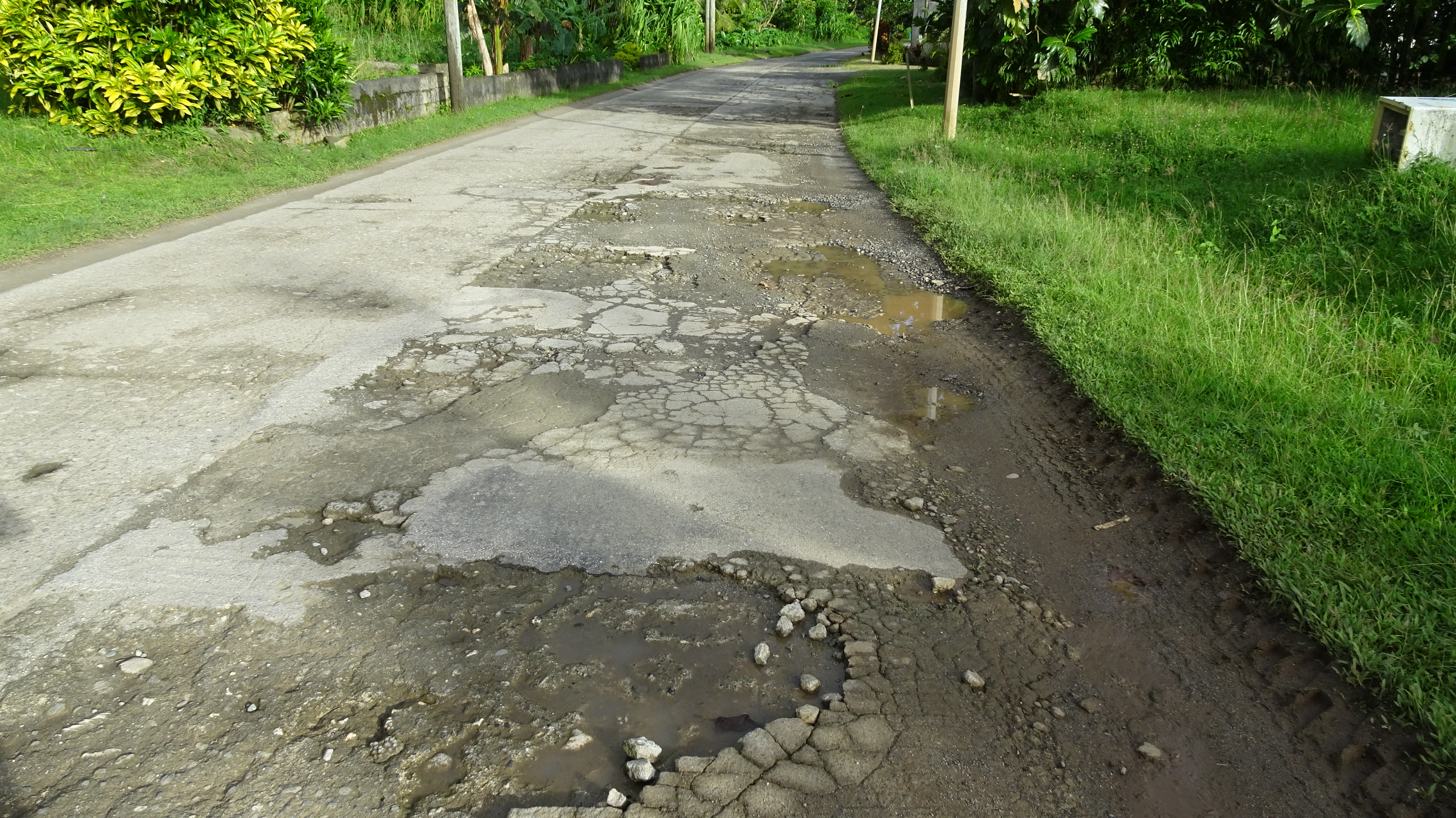
Une route goudronnée endommagée à Nuku, sur l'île de Futuna, en 2017.

Le mauvais état du réseau routier provoque le mécontentement des habitants sur les deux îles. « Cela fait plus de 30 ans que l’état de la route circulaire de Futuna est déplorable. Une route jonchée de nids de poules (...) »(2018). Parfois, les habitants eux-mêmes assurent l'entretien des routes - une situation qui était commune dans les années 1980. En janvier 2018, une pétition recueille plus de 1400 signatures à Wallis demandant l'amélioration des routes.
Les intempéries (fortes pluies) et les cyclones endommagent régulièrement les routes de Wallis-et-Futuna. Ainsi, après le passage du cyclone Thomas en 2010, il n'était plus possible de faire le tour de Futuna en voiture.

## Transports extérieurs

### Pirogues et voyages inter-îles
La pêche côtière et les voyages entre les îles voisines s'effectue à bord de pirogues, creusées dans des troncs d'arbre (parfois des pirogues à balancier). Les premiers habitants Lapita qui débarquent à Wallis ('Uvea), au 1er millénaire av. J.-C., arrivent à bord de pirogues et s'installent à Utuleve, sur la côte ouest, « en face des trois grandes passes dans le récif » (passes Avatolu, Fuga'uvea et Fatumanini). Les premiers habitants arrivent à Futuna vers 800 av. J.-C.. La pirogue est le mode de déplacement des Polynésiens, qui maintiennent des contacts fréquents entre les différentes îles. Même si Wallis et Futuna sont proches (entre un et sept jours de voyage en pirogue), elles ont connu une histoire séparée et distincte.
Wallis a ainsi eu d'intenses contacts avec les Tonga : autour du XVe siècle, les Tongiens s'installent à Wallis et y laissent des chefs qui imposent une chefferie et une organisation sociale similaire à celle aux Tonga. D'autres contacts ont lieu avec les Samoa et les Tokelau. 'Uvea a pu être le point de départ du peuplement de plusieurs exclaves polynésiennes aux îles Salomon : Anuta, Tikopia ainsi que Rennell et Bellona. Les Uvéens sont à l'origine du peuplement de l'île d'Ouvéa, dans les îles Loyauté (Nouvelle-Calédonie).
De même, Futuna entretien des liens avec plusieurs îles des Fidji (comme Cikobia et Naqelevu) et est à l'origine du peuplement de l'île de Futuna au Vanuatu.
Ces voyages inter-insulaires, appelés tāvaka en wallisien, sont interdits par les missionnaires catholiques qui convertissent la population de ces deux îles dans les années 1840 : Wallis et Futuna se trouvent seules îles catholiques au milieu d'une région où les protestants sont très présents, et les maristes veulent éviter le contact avec ce qu'ils considèrent de mauvaises influences. Wallis-et-Futuna sont peu à peu coupées du monde extérieur.

### Premiers navires occidentaux (XIXesiècle)

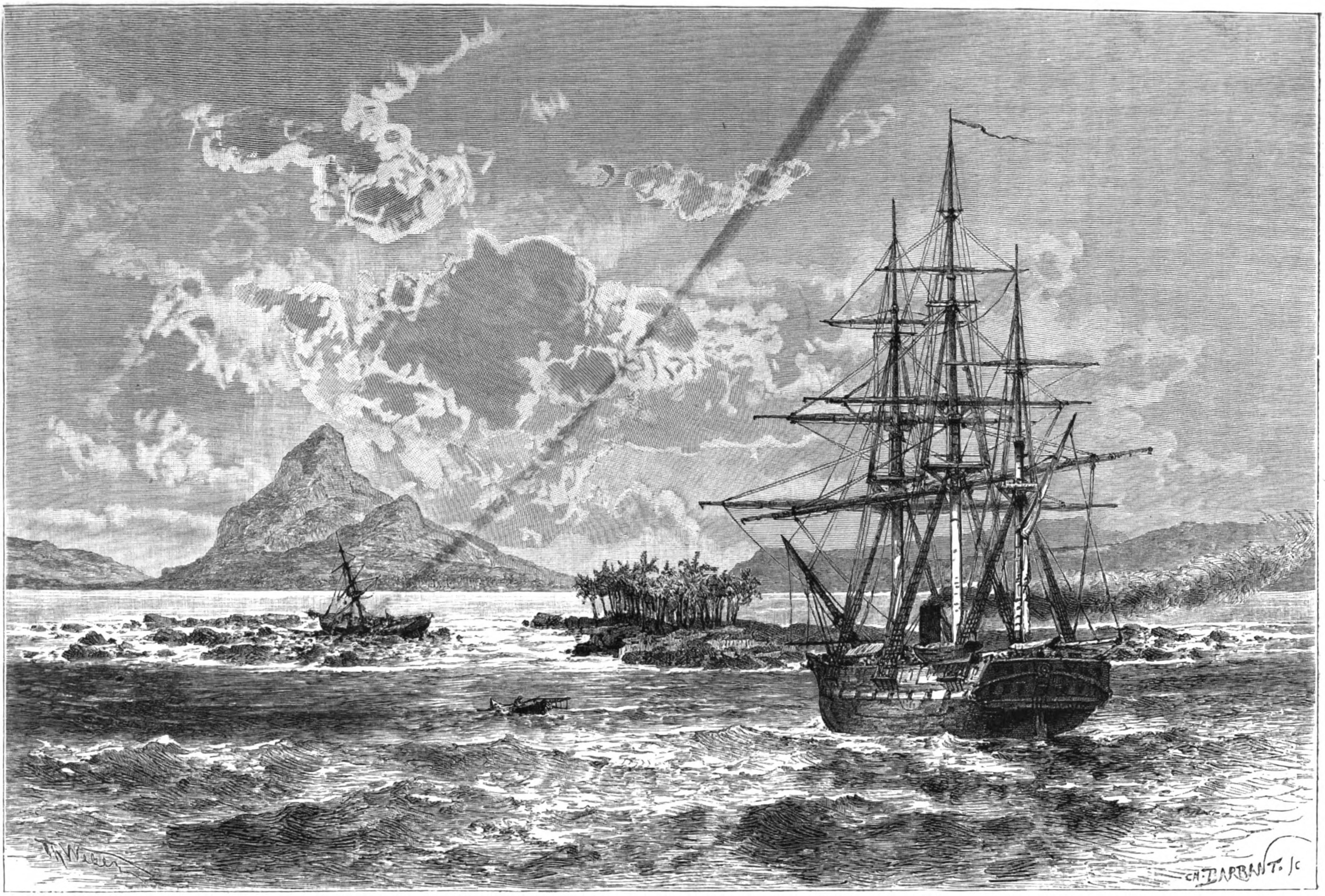
Le navire français l'Orne devant la passe Honikulu, à Wallis en 1874 ou 1875. Sur la gauche se trouve l'épave du navire lHermitte, qui a fait naufrage en heurtant les récifs. Gravure réalisée à partir d'un croquis d’Émile Deschamps.

L'arrivée dans la région de navires européens permet à certains Wallisiens et Futuniens de naviguer à leur bord, tandis que plusieurs chefs acquièrent de l'importance en devenant les interlocuteurs des capitaines occidentaux qui veulent s'approvisionner ou commercer avec les habitants. C'est surtout le cas au sud de Wallis (où les navires entrent par la passe Honikulu). Entre 1825 et 1858, 110 passages de navires occidentaux sont ainsi répertoriés à Wallis. Futuna, dépourvue d'accès maritime en l'absence de lagon, est bien plus difficile d'accès et reçoit peu de navires étrangers. De manière générale, Wallis et Futuna, deux îles situées en dehors des grandes routes commerciales du XIXe siècle, restent longtemps en marge des contacts avec les occidentaux.
Tous les contacts ne sont pas pacifiques, et certains équipages européens finissent massacrés à la suite d'altercations avec la population locale. C'est le cas du baleinier britannique Holdham en 1835.
La conversion des populations locales au catholicisme par des missionnaires français entraîne la venue plus régulière de navire de guerre français à Wallis et à Futuna dans les années 1840-1880, afin d'assurer la souveraineté française. Cela se renforce avec l'instauration du Protectorat de Wallis-et-Futuna en 1888.

### Approvisionnement maritime

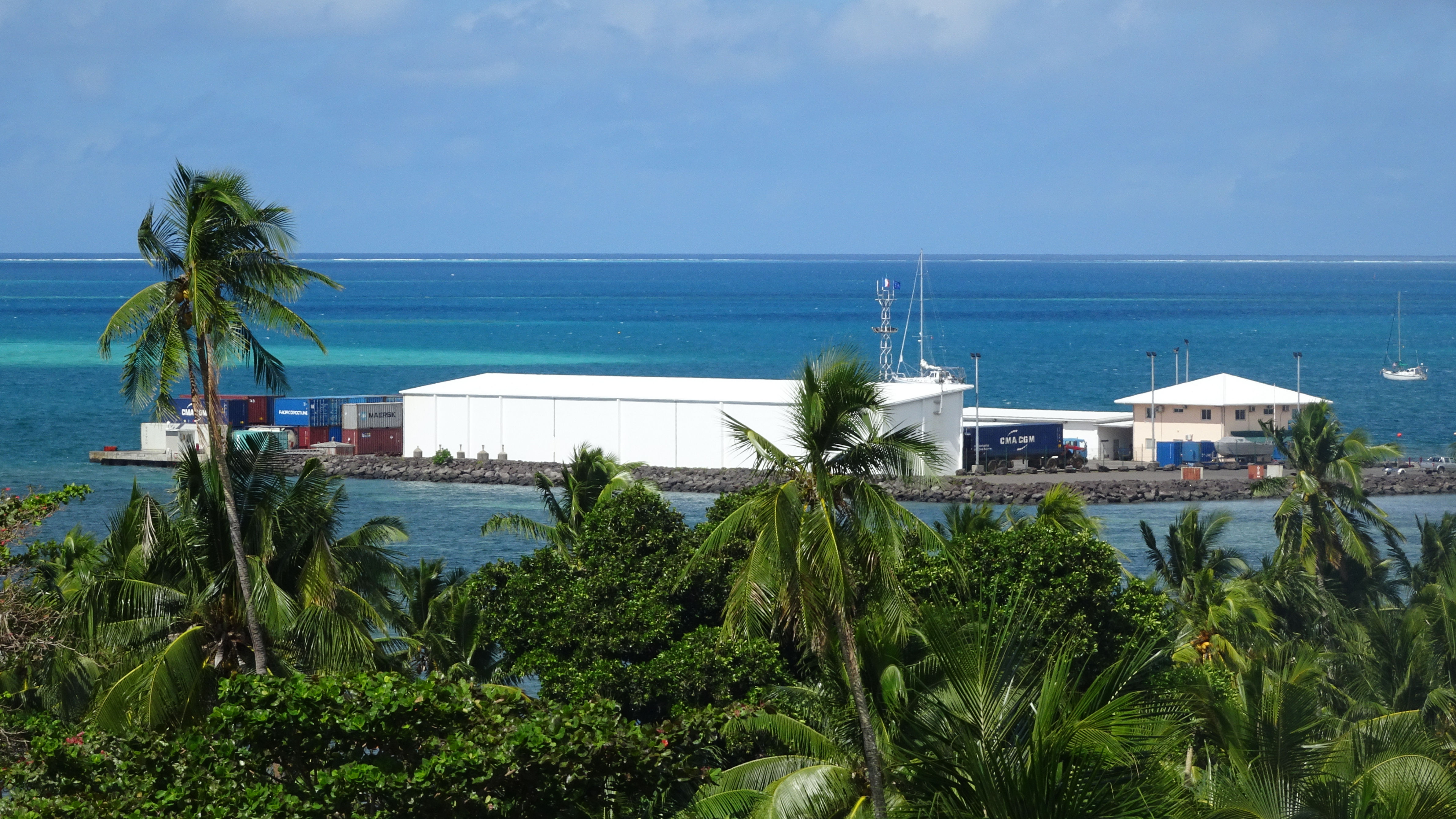
Le wharf (quai) de Mata Utu, avec plusieurs conteneurs.

Au XXIe siècle, Wallis et Futuna sont approvisionnées par cargo tous les mois. Wallis compte un wharf à Mata Utu et au sud à Halalo. Futuna, dépourvue de lagon, est plus difficile d'accès ; le seul wharf est situé à Leava, dans l'anse de Sigave.

### Aviation
L'aviation arrive à Wallis avec la Seconde Guerre mondiale : en 1942, l'armée américaine installe une base sur l'île et construit de nombreuses infrastructures. Une piste d'atterrissage est construite à Hihifo au nord, un autre à Lavegahau et une hydrobase est créée à la pointe Muʻa au sud.

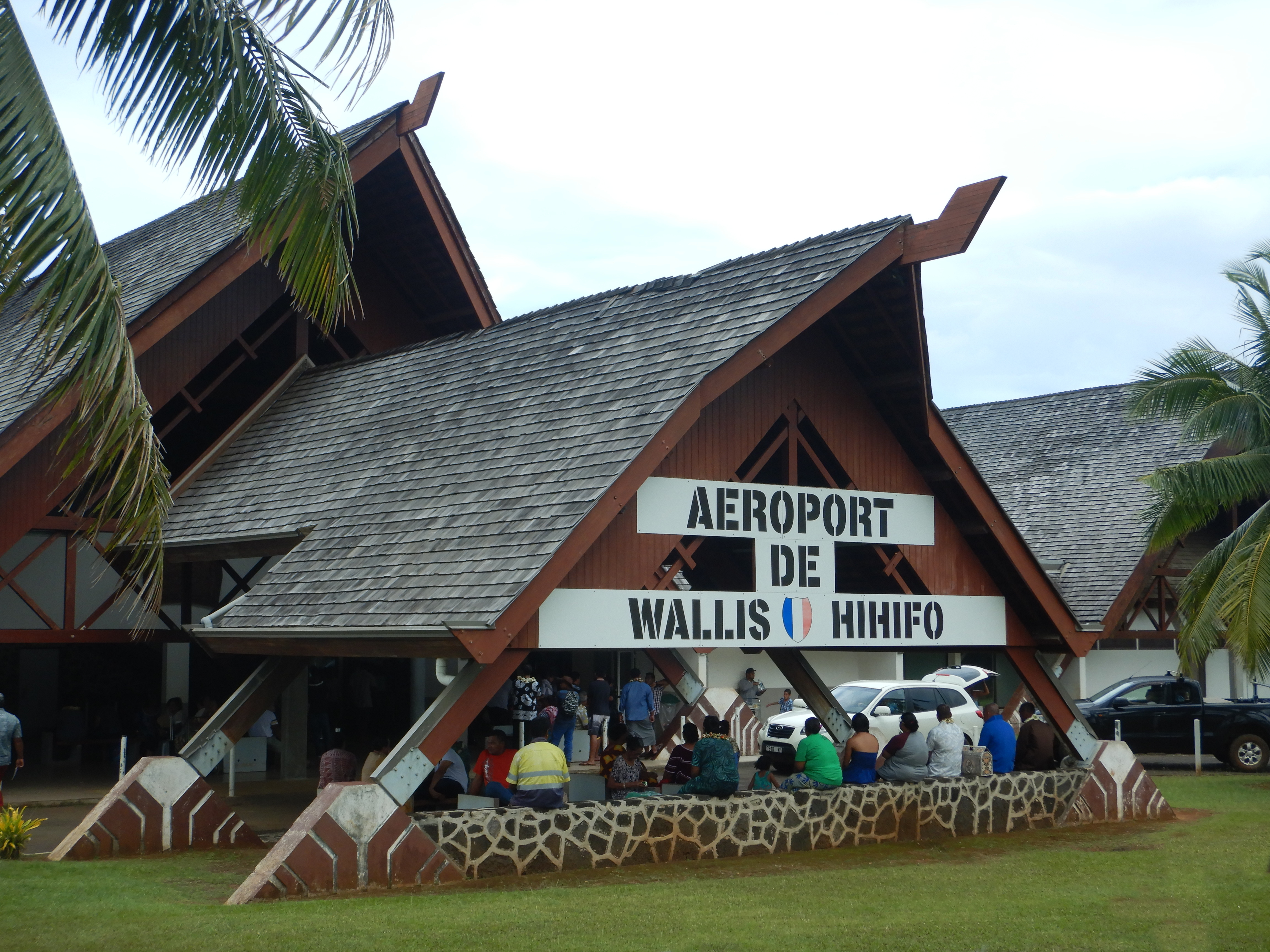
L'aéroport de Wallis-Hihifo en 2018.

La piste de Hihifo est réhabilitée en 1957 et devient l'aéroport de Wallis-Hihifo. Les liaisons aériennes ont lieu vers Futuna et Nouméa, via Nadi aux Fidji. Des liaisons ont également existé vers la Polynésie française.

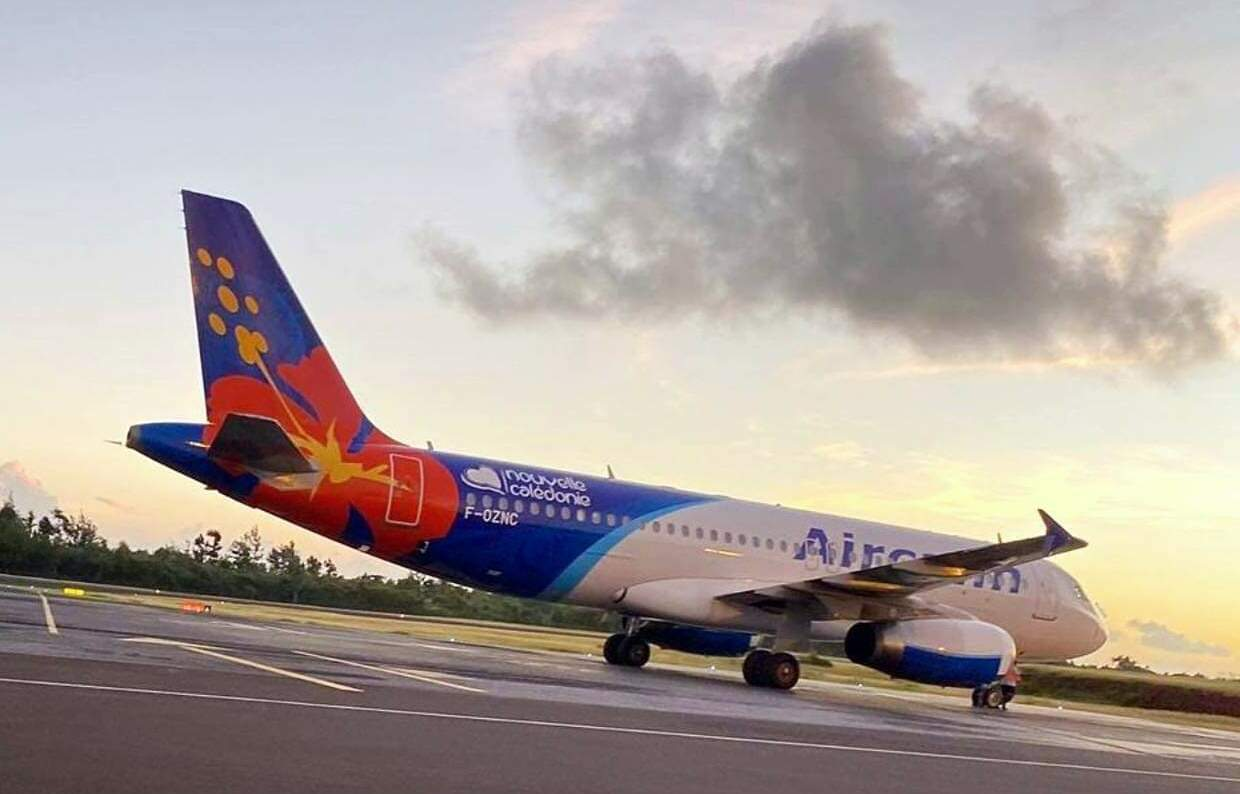
Atterrissage d'un avion Aircalin à l'aéroport de Hihifo à Wallis en 2020.

À Futuna, une piste d’atterrissage est inaugurée autour de 1968 et devient l'aérodrome de Futuna pointe Vele. La seule liaison est à destination de Wallis.

## Desserte inter-îles

### Desserte maritime
Une desserte en bateau est mise en place entre les îles Wallis et Futuna[Quand ?]. La Seconde Guerre mondiale interrompt le contact entre les deux îles : Futuna se retrouve coupée du monde pendant plusieurs années, l'isolement n'étant rompu qu'en 1942 puis 1946.
Dans les années 1970, elle est assurée par la Compagnie Wallisienne de Navigation, qui effectue des rotations une fois par mois entre Nouméa, Fidji, Wallis et Futuna. Ces bateaux sont notamment empruntés par les familles wallisiennes et futuniennes installées en Nouvelle-Calédonie à l'occasion des grandes fêtes coutumières.
La desserte maritime de passagers s'arrête en 1997.

### Desserte aérienne

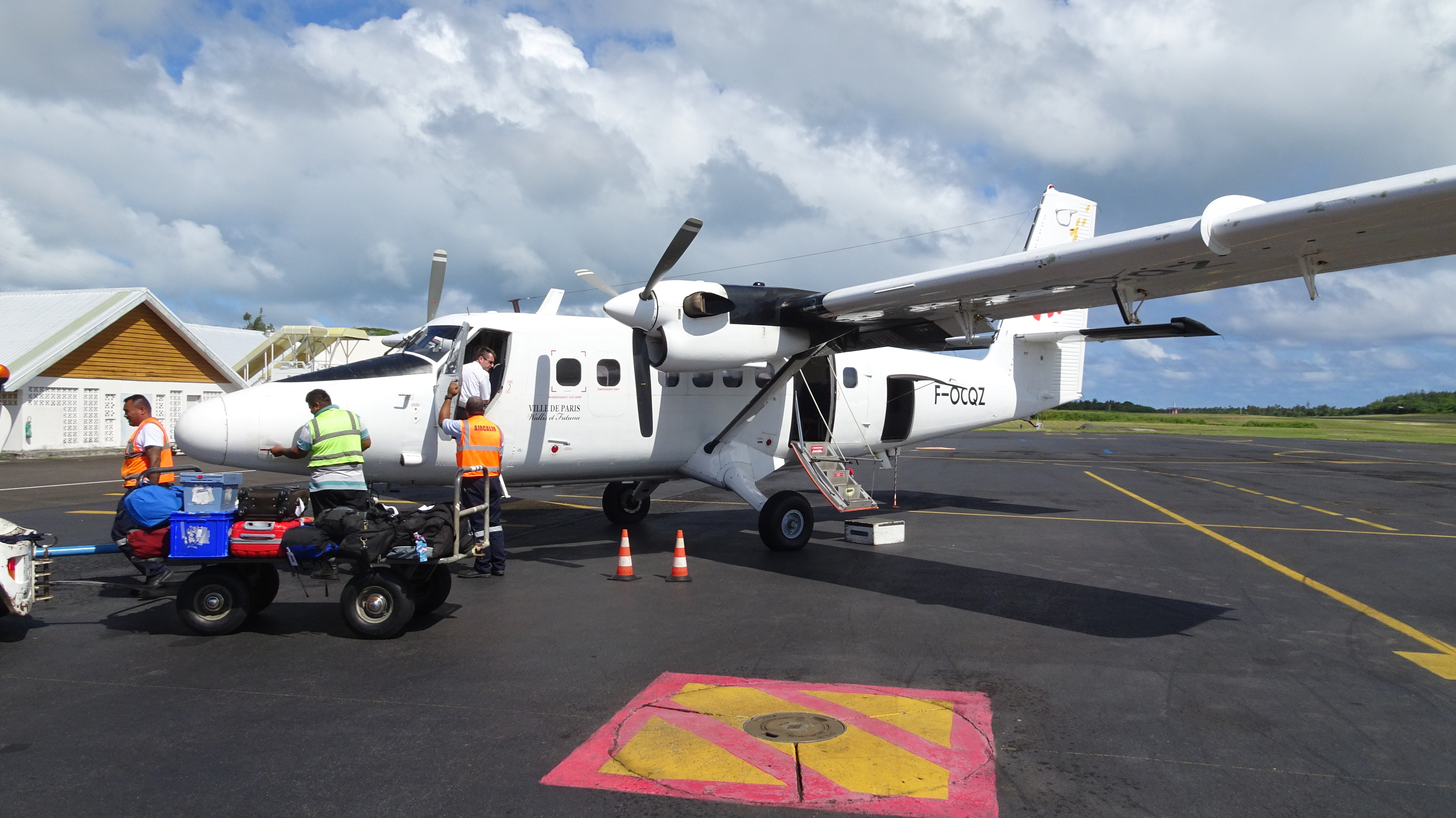
Le DHC-6 Twin Otter "Ville de Paris" relie l'aérodrome de Futuna Pointe Vele à l'aéroport de Wallis-Hihifo depuis 1986. La liaison inter îles a été ouverte au début des années 1970.

À Futuna, l'aérodrome de la Pointe Vele créé autour de 1968 permet des liaisons aériennes avec Wallis, d'abord assurée par un appareil Britten-Norman islander (BN-2 huit places) par l'Union de transports aériens, à raison de trois rotations par semaine. En 1983, Air Calédonie exploite la ligne, qui est empruntée par 1 965 passagers. Dans les années 1980, la fréquentation avoisine 2 000 passagers par an. C'est trois fois plus que le nombre de passagers par voie maritime. À partir de 1987, les vols sont assurés par la compagnie Aircalin depuis 1987. L'aérodrome est sous la tutelle administrative et technique du service d’État de l'aviation civile à Wallis-et-Futuna depuis 2006 ; il est exploité par le service territorial des travaux publics (STP).
La ligne est empruntée par les élèves futuniens étudiant à Wallis (145 vols par an à la fin des années 2010), les pèlerins venant au sanctuaire de Pierre Chanel à Poi, les évacuations sanitaires ou les Futuniens résidant en Nouvelle-Calédonie. Le tourisme est très peu présent.
Les vols transportent les passagers, les évacuations sanitaires, le fret et le courrier. Ils sont réalisés par deux Havilland Canada DHC-6 Twin Otter 300, le Manulele (jusqu'en 2018) et le Ville de Paris. Chaque appareil a une capacité d'une douzaine de passagers, emportant chacun 10 kilos maximum de bagages.